# 全日本中学校陸上競技選手権大会
全日本中学校陸上競技選手権大会（ぜんにほんちゅうがっこうりくじょうきょうぎせんしゅけんたいかい）は、毎年8月下旬に行われる中体連の陸上競技の全国大会である。通称「全中陸上」（ぜんちゅうりくじょう）。開催時期は8月下旬で、開催地は毎年持ち回りとなる。
他に陸上競技における中学生の全国大会としてジュニアオリンピック（10月）があるが、こちらは学年別または生年別で、種目数も限られていて開催地も持ち回りではないといった違いが見られる。
「全中」の名を冠した陸上競技の大会は他に12月開催される全中駅伝（全国中学校駅伝大会）があるが、所謂「全中」と言うと全中陸上を指す場合が多い。

## 参加資格
各種目には参加標準記録が設定されていて、指定された大会でこの記録を突破しないと出場することができない（参加標準記録と同記録を出した場合は突破と認められる）。逆に参加標準記録を突破しさえすれば各都道府県から（極端な話同一校から）何人でも出場することができる。ただし、4×100mRは各都道府県1チーム（1校）まで（開催地のみ2チーム）。1種目あたりの参加人数が増えすぎた場合、当該種目の参加標準記録が見直されることがある。
参加標準記録突破は指定大会（都道府県中学総体と通信陸上）でのみ有効であり、記録会などで参加標準記録を上回る水準の記録を出しても参加標準記録突破は認められない。ただし、自然災害などで指定大会を開催できなかった場合、代替大会での記録または同年度中のベスト記録をもって参加標準記録の突破を認められる措置が取られる。なお、参加標準記録の突破にはラウンドや順位は問わないので、予選で参加標準記録を突破して準決勝や決勝を棄権しても当該種目の全国大会出場は認められる。
個人種目は1人2種目まで出場が認められているが、2種目に出場する場合、両種目とも参加標準記録を突破する必要がある。都道府県によっては指定大会が2大会とも個人種目が1人1種目の出場しか認められていない場合があり、当該都道府県の選手が全国大会に2種目で出場したい場合、2つの指定大会で別々の種目にエントリーし、なおかつ両大会で参加標準記録を突破する必要がある。
北海道を除く都府県中学総体で上位に入った選手は全国大会の前に開催される地区大会（東北・関東・北信越・東海・近畿・中国・四国・九州）に出場する権利が与えられるが、地区大会の結果によって全国大会の出場権を得ることはない。また、同一都府県で参加標準記録突破者が多い種目においては「全国大会には出場できるが地区大会には出場できない」という事例が発生する。

## 歴史
- 1974年：第1回大会を開催。
- 1980年：
  - この年から開催地が持ち回りとなる。
  - 前年まで実施されていた男子100mHが廃止され、新たに男子110mHが実施される。
  - 前年まで実施されていた女子80mHが廃止され、新たに女子100mHが実施される。
- 1981年：男子1年100m、男子1年1500m、男子200mが新たに実施される。
- 1988年：男子4×200mリレー、女子4×100mリレーが新たに実施される。
- 1993年：
  - 前年まで学年別で実施されていた男子100m（1年・2年・3年）、男子1500m（1年・2年）、女子100m（1年・2年・3年）が共通種目に一本化され、学年別種目は全て廃止される。
  - 新たに女子1500mが実施される。
- 2003年：前年まで実施されていた男子4×200mリレーが廃止され、新たに男子4×100mリレーが実施される。
- 2004年：前年まで男女ともに実施されていた三種競技A、三種競技Bが廃止され、新たに四種競技が実施される。
- 2006年：男子砲丸投の規格が前年までの4kgから5kgに変更される。
- 2009年：
  - 男子800mの参加標準記録が見直され、2分02秒00から2分01秒50に変更される。
  - 女子の2種目で参加標準記録を見直し。100mが12秒64から12秒60に、100mHが15秒14から15秒00に変更される。
- 2011年：
  - 参加標準記録の突破を電動計測のみ認めることとし、手動計測による記録は認められなくなる。
  - 男子の4種目で参加標準記録を見直し。100mが11秒30から11秒25に、200mが23秒04から22秒90に、400mが52秒04から52秒00に、110mHが15秒24から15秒00に変更される。
  - 女子の7種目で参加標準記録を見直し。100mが12秒60から12秒55に、200mが26秒04から25秒90に、800mが2分17秒50から2分17秒00に、1500mが4分40秒00から4分38秒00に、100mHが15秒00から14秒85に、走幅跳が5m30から5m35に、四種競技が2500点から2570点に変更される。
- 2012年：女子四種競技の参加標準記録が見直され、2570点から2600点に変更される。
- 2014年：
  - 男子の5種目で参加標準記録を見直し。100mが11秒25から11秒20に、200mが22秒90から22秒75に、400mが52秒00から51秒70に、1500mが4分10秒50から4分08秒50に、3000mが9分02秒00から8分59秒00に変更される。
  - 女子の2種目で参加標準記録を見直し。走高跳が1m57から1m60に、走幅跳が5m35から5m40に変更される。
- 2015年：
  - 男子800mの参加標準記録が見直され、2分01秒50から2分01秒00に変更される。
  - 女子の2種目で参加標準記録を見直し。100mが12秒55から12秒53に、100mHが14秒85から14秒80に変更される。
- 2016年：
  - 男子の2種目で参加標準記録を見直し。3000mが8分59秒00から8分57秒00に、走幅跳が6m50から6m55に変更される。
  - 女子の3種目で参加標準記録を見直し。800mが2分17秒00から2分16秒50に、走幅跳が5m40から5m45に、四種競技が2600点から2630点に変更される。
- 2017年：男子の2種目で参加標準記録を見直し。400mが51秒70から51秒60に、800mが2分01秒00から2分00秒50に変更される。
- 2018年：女子200mの参加標準記録が見直され、25秒90から25秒80に変更される。
- 2020年：この年は三重県伊勢市で開催予定だったが、新型コロナの感染拡大懸念で初の中止[1]
- 2025年：インハイ同様気候変動による暑熱対策。最終日は午後のみ実施[2]。しかし同地で発生した熱低の影響で3日目以降の日程が大幅変更

## 競技種目・参加標準記録
| 男子（13種目）           | 競技種目  | 女子（10種目）           |
| ------------------------ | --------- | ------------------------ |
| 11秒10                   | 100m      | 12秒53                   |
| 22秒65                   | 200m      | 25秒80                   |
| 51秒40                   | 400m      | －                       |
| 1分59秒50                | 800m      | 2分16秒50                |
| 4分08秒00                | 1500m     | 4分38秒00                |
| 8分55秒50                | 3000m     | －                       |
| 14秒70                   | 100/110mH | 14秒80                   |
| 各都道府県総体優勝チーム | 4×100mR   | 各都道府県総体優勝チーム |
| 1m85                     | 走高跳    | 1m60                     |
| 4m00                     | 棒高跳    | －                       |
| 6m55                     | 走幅跳    | 5m45                     |
| 13m00                    | 砲丸投    | 12m50                    |
| 2500点                   | 四種競技  | 2630点                   |

## 大会記録

### 男子
| 種目     | 記録           | 名前       | 所属                             | 日付          | 回     |
| -------- | -------------- | ---------- | -------------------------------- | ------------- | ------ |
| 100m     | 10秒64         | 日吉克実   | 伊豆市立修善寺中学校             | 2010年8月23日 | 第37回 |
| 200m     | 21秒18         | 日吉克実   | 伊豆市立修善寺中学校             | 2010年8月22日 | 第37回 |
| 400m     | 48秒16         | 金子斐音   | 高岡市立牧野中学校               | 2025年        | 第52回 |
| 800m     | 1分53秒15      | 和田仁志   | 駒ヶ根市立赤穂中学校             | 1983年8月28日 | 第10回 |
| 1500m    | 3分53秒94      | 川口峻太朗 | 岡山市立京山中学校               | 2021年8月20日 | 第48回 |
| 3000m    | 8分18秒49      | 増子陽太   | 鏡石町立鏡石中学校               | 2022年8月19日 | 第49回 |
| 110mH    | 13秒50         | 高城昊紀   | 宮崎県立宮崎西高等学校附属中学校 | 2023年8月25日 | 第50回 |
| 400mR    | 41秒80         |            | 栗橋東                           | 2025年8月20日 | 第52回 |
| 走高跳   | 2m06           | 中島大輔   | 栃木市立皆川中学校               | 2010年8月22日 | 第37回 |
| 棒高跳   | 5m05           | 大森蒼以   | さいたま市立片柳中学校           | 2025年8月17日 | 第52回 |
| 走幅跳   | 7m22           | 趙振       | 東大阪市立盾津中学校             | 2013年8月22日 | 第40回 |
| 走幅跳   | 7m22           | 栁田大輝   | 館林市立第一中学校               | 2018年8月21日 | 第45回 |
| 砲丸投   | 16m72          | 奥村仁志   | 大野市立和泉中学校               | 2015年8月20日 | 第42回 |
| 四種競技 | 3054pt         | 中村仁     | 播磨町立播磨南中学校             | 2004年8月23日 | 第31回 |
| 110mMH   | 14秒13（+2.5） | 中村仁     | 播磨町立播磨南中学校             | 2004年8月23日 | 第31回 |
| 砲丸投   | 13m82          | 中村仁     | 播磨町立播磨南中学校             | 2004年8月23日 | 第31回 |
| 走高跳   | 1m85           | 中村仁     | 播磨町立播磨南中学校             | 2004年8月23日 | 第31回 |
| 400m     | 52秒37         | 中村仁     | 播磨町立播磨南中学校             | 2004年8月23日 | 第31回 |

#### 参考
- 過去に行われていた種目、参考扱いの種目
- 学年別種目はいずれも第19回を最後に共通化された。

| 種目           | 記録           | 名前                                | 所属                 | 備考                     | 回     |
| -------------- | -------------- | ----------------------------------- | -------------------- | ------------------------ | ------ |
| 100m           | 10秒57         | 宮本大輔                            | 周南市立周陽中学校   | 追風参考(+2.8)           | 第41回 |
| 1年100m        | 11秒40         | 池上洋二郎                          | 山鹿市立山鹿中学校   |                          | 第14回 |
| 1年1500m       | 4分14秒1       | 和田仁志                            | 駒ヶ根市立赤穂中学校 |                          | 第8回  |
| 2年100m        | 11秒02         | 池上洋二郎                          | 山鹿市立山鹿中学校   |                          | 第15回 |
| 2年1500m       | 4分02秒9       | 和田仁志                            | 駒ヶ根市立赤穂中学校 |                          | 第9回  |
| 100mH          | 13秒10         | 岡宏彰                              | 高松市立玉藻中学校   | 第7回から110mHへ移行     | 第4回  |
| 800mR          | 1分30秒50      | 中里吉雄 青木大輔 古川伸一 人見祐一 | 日立市立豊浦中学校   | 第30回から400mRに移行    | 第24回 |
| 砲丸投（4 kg） | 19m41          | 高久保雄介                          | 守山市立明富中学校   | 第33回から5kgへ移行      | 第28回 |
| 三種競技A      | 3253pt         | 鈴木秀明                            | 横芝光町立光中学校   | 第31回から四種競技へ移行 | 第29回 |
| 100m           | 11秒43（+2.2） | 鈴木秀明                            | 横芝光町立光中学校   | 第31回から四種競技へ移行 | 第29回 |
| 砲丸投         | 14m02          | 鈴木秀明                            | 横芝光町立光中学校   | 第31回から四種競技へ移行 | 第29回 |
| 走高跳         | 1m94           | 鈴木秀明                            | 横芝光町立光中学校   | 第31回から四種競技へ移行 | 第29回 |
| 三種競技B      | 3348pt         | 池田大介                            | 日南町立日南中学校   | 同上                     | 第28回 |
| 砲丸投         | 15m25          | 池田大介                            | 日南町立日南中学校   | 同上                     | 第28回 |
| 走幅跳         | 6m76（+1.5）   | 池田大介                            | 日南町立日南中学校   | 同上                     | 第28回 |
| 400m           | 52秒29         | 池田大介                            | 日南町立日南中学校   | 同上                     | 第28回 |

### 女子
| 種目     | 記録             | 名前                              | 所属                                  | 日付                        | 回           |
| -------- | ---------------- | --------------------------------- | ------------------------------------- | --------------------------- | ------------ |
| 100m     | 11秒61           | 土井杏南                          | 朝霞市立朝霞第一中学校                | 2010年8月23日               | 第37回       |
| 200m     | 24秒12           | 土橋智花                          | 盛岡市立見前中学校                    | 2010年8月22日               | 第37回       |
| 800m     | 2分07秒51        | 岡田芽                            | 北斗市立上磯中学校                    | 2009年8月23日               | 第36回       |
| 1500m    | 4分21秒00        | 高橋ひな                          | 姫路市立山陽中学校                    | 2013年8月22日               | 第40回       |
| 100mH    | 13秒23（風なし） | 今村好花                          | 太宰府東                              | 2025年8月20日               | 第52回       |
| 400mR    | 47秒04           | 岡稚奈 福井有香 稲荷未来 藤木志保 | 和歌山県立桐蔭中学校                  | 2019年8月24日               | 第46回       |
| 走高跳   | 1m76             | 佐藤恵 青葉幸紀                   | 新潟市立木戸中学校 東松山市立南中学校 | 1980年8月22日 1985年8月24日 | 第7回 第12回 |
| 走幅跳   | 6m12             | 池田久美子                        | 酒田市立酒田第三中学校                | 1995年8月22日               | 第22回       |
| 砲丸投   | 17m27            | 奥山琴未                          | 岡山市立上道中学校                    | 2019年8月24日               | 第46回       |
| 四種競技 | 3133pt           | 藤本奈那                          | 福崎町立福崎東中学校                  | 2009年8月23日               | 第36回       |
| 100mH    | 14秒53（+0.5）   | 藤本奈那                          | 福崎町立福崎東中学校                  | 2009年8月23日               | 第36回       |
| 走高跳   | 1m63             | 藤本奈那                          | 福崎町立福崎東中学校                  | 2009年8月23日               | 第36回       |
| 砲丸投   | 12m48            | 藤本奈那                          | 福崎町立福崎東中学校                  | 2009年8月23日               | 第36回       |
| 200m     | 26秒38（+1.6）   | 藤本奈那                          | 福崎町立福崎東中学校                  | 2009年8月23日               | 第36回       |

#### 参考
| 種目      | 記録           | 名前       | 所属               | 備考                     | 回     |
| --------- | -------------- | ---------- | ------------------ | ------------------------ | ------ |
| 1年100m   | 12秒39         | 飛田幸江   | 黒部市立鷹施中学校 |                          | 第14回 |
| 2年100m   | 12秒12         | 吉田香織   | 福井市立足羽中学校 |                          | 第15回 |
| 80mH      | 11秒80         | 曲渕千裕   | 今治市立上浦中学校 | 第7回から100mHへ移行     | 第5回  |
| 走高跳    | 1m78           | 佐藤恵     | 新潟市立木戸中学校 | 三種競技Aの内訳          | 第8回  |
| 三種競技A | 3361pt         | 桝見咲智子 | 香川県明善中学校   | 第31回から四種競技へ移行 | 第26回 |
| 走高跳    | 1m67           | 桝見咲智子 | 香川県明善中学校   | 第31回から四種競技へ移行 | 第26回 |
| 100m      | 12秒84（+0.5） | 桝見咲智子 | 香川県明善中学校   | 第31回から四種競技へ移行 | 第26回 |
| 砲丸投    | 14m62          | 桝見咲智子 | 香川県明善中学校   | 第31回から四種競技へ移行 | 第26回 |
| 三種競技B | 3458pt         | 桝見咲智子 | 香川県明善中学校   | 同上                     | 第26回 |
| 走幅跳    | 5m93           | 桝見咲智子 | 香川県明善中学校   | 同上                     | 第26回 |
| 砲丸投    | 15m41          | 桝見咲智子 | 香川県明善中学校   | 同上                     | 第26回 |
| 100mH     | 15秒06（+0.1） | 桝見咲智子 | 香川県明善中学校   | 同上                     | 第26回 |

## 開催地
| 回数   | 開催日程                 | 開催地           | 開催会場                                 |
| ------ | ------------------------ | ---------------- | ---------------------------------------- |
| 第1回  | 1974年 8月17日 - 8月18日 | 東京・新宿       | 国立霞ヶ丘競技場陸上競技場               |
| 第2回  | 1975年 8月16日 - 8月17日 | 東京・新宿       | 国立霞ヶ丘競技場陸上競技場               |
| 第3回  | 1976年 8月14日 - 8月15日 | 東京・新宿       | 国立霞ヶ丘競技場陸上競技場               |
| 第4回  | 1977年 8月13日 - 8月14日 | 東京・新宿       | 国立霞ヶ丘競技場陸上競技場               |
| 第5回  | 1978年 8月26日 - 8月27日 | 東京・新宿       | 国立霞ヶ丘競技場陸上競技場               |
| 第6回  | 1979年 8月26日 - 8月27日 | 東京・新宿       | 国立霞ヶ丘競技場陸上競技場               |
| 第7回  | 1980年 8月22日 - 8月23日 | 栃木・宇都宮     | 栃木県総合運動公園陸上競技場             |
| 第8回  | 1981年 8月27日 - 8月28日 | 大阪・大阪       | 長居陸上競技場                           |
| 第9回  | 1982年 8月21日 - 8月22日 | 愛媛･松山        | 愛媛県総合運動公園陸上競技場             |
| 第10回 | 1983年 8月27日 - 8月28日 | 東京・新宿       | 国立霞ヶ丘競技場陸上競技場               |
| 第11回 | 1984年 8月24日 - 8月25日 | 和歌山・和歌山   | 紀三井寺運動公園陸上競技場               |
| 第12回 | 1985年 8月24日 - 8月25日 | 北海道・札幌     | 札幌市円山競技場                         |
| 第13回 | 1986年 8月23日 - 8月24日 | 東京・世田谷     | 駒沢オリンピック公園総合運動場陸上競技場 |
| 第14回 | 1987年 8月22日 - 8月23日 | 三重・伊勢       | 三重県営総合競技場                       |
| 第15回 | 1988年 8月20日 - 8月21日 | 福島・郡山       | 郡山総合運動公園開成山陸上競技場         |
| 第16回 | 1989年 8月19日 - 8月20日 | 島根・松江       | 松江市営陸上競技場                       |
| 第17回 | 1990年 8月18日 - 8月19日 | 徳島・鳴門       | 徳島県鳴門総合運動公園陸上競技場         |
| 第18回 | 1991年 8月20日 - 8月21日 | 宮崎・宮崎       | 宮崎県総合運動公園陸上競技場             |
| 第19回 | 1992年 8月20日 - 8月21日 | 新潟・新潟       | 新潟市陸上競技場                         |
| 第20回 | 1993年 8月18日 - 8月20日 | 兵庫・神戸       | 神戸総合運動公園ユニバー記念競技場       |
| 第21回 | 1994年 8月21日 - 8月23日 | 北海道･札幌      | 札幌厚別公園競技場                       |
| 第22回 | 1995年 8月20日 - 8月22日 | 山梨・甲府       | 山梨県小瀬スポーツ公園陸上競技場         |
| 第23回 | 1996年 8月20日 - 8月22日 | 静岡・静岡       | 静岡県草薙総合運動場陸上競技場           |
| 第24回 | 1997年 8月22日 - 8月24日 | 高知・春野       | 高知県立春野総合運動公園陸上競技場       |
| 第25回 | 1998年 8月22日 - 8月24日 | 山形・天童       | 山形県総合運動公園陸上競技場             |
| 第26回 | 1999年 8月20日 - 8月22日 | 富山・富山       | 富山県総合運動公園陸上競技場             |
| 第27回 | 2000年 8月21日 - 8月23日 | 長崎・長崎       | 長崎市総合運動公園かきどまり陸上競技場   |
| 第28回 | 2001年 8月20日 - 8月22日 | 広島・広島       | 広島広域公園陸上競技場                   |
| 第29回 | 2002年 8月20日 - 8月22日 | 京都・京都       | 西京極陸上競技場                         |
| 第30回 | 2003年 8月20日 - 8月22日 | 北海道・札幌     | 札幌厚別公園競技場                       |
| 第31回 | 2004年 8月23日 - 8月25日 | 群馬・前橋       | 敷島公園陸上競技場                       |
| 第32回 | 2005年 8月20日 - 8月22日 | 岐阜・岐阜       | 長良川陸上競技場                         |
| 第33回 | 2006年 8月19日 - 8月21日 | 香川・丸亀       | 香川県立丸亀競技場                       |
| 第34回 | 2007年 8月21日 - 8月23日 | 宮城・利府       | 宮城スタジアム                           |
| 第35回 | 2008年 8月19日 - 8月21日 | 新潟・新潟       | 東北電力ビッグスワンスタジアム           |
| 第36回 | 2009年 8月22日 - 8月24日 | 大分・大分       | 九州石油ドーム                           |
| 第37回 | 2010年 8月21日 - 8月23日 | 鳥取・鳥取       | 布勢陸上競技場                           |
| 第38回 | 2011年 8月20日 - 8月22日 | 奈良・奈良       | 鴻ノ池陸上競技場                         |
| 第39回 | 2012年 8月20日 - 8月22日 | 千葉・千葉       | 千葉県総合スポーツセンター陸上競技場     |
| 第40回 | 2013年 8月20日 - 8月22日 | 愛知・名古屋     | 名古屋市瑞穂公園陸上競技場               |
| 第41回 | 2014年 8月18日 - 8月20日 | 香川・丸亀       | 香川県立丸亀競技場                       |
| 第42回 | 2015年 8月18日 - 8月21日 | 北海道・札幌     | 札幌厚別公園競技場                       |
| 第43回 | 2016年 8月21日 - 8月24日 | 長野・松本       | 松本平広域公園陸上競技場                 |
| 第44回 | 2017年 8月21日 - 8月24日 | 熊本・熊本       | えがお健康スタジアム                     |
| 第45回 | 2018年 8月18日 - 8月21日 | 岡山・岡山       | シティライトスタジアム                   |
| 第46回 | 2019年 8月21日 - 8月24日 | 大阪・大阪       | ヤンマースタジアム長居                   |
| 第47回 | 2020年 中止              | 三重・伊勢       | 三重交通Gスポーツの杜                    |
| 第48回 | 2021年 8月17日 - 8月20日 | 茨城・ひたちなか | 笠松運動公園陸上競技場                   |
| 第49回 | 2022年 8月18日 - 8月21日 | 福島・福島       | とうほう・みんなのスタジアム             |
| 第50回 | 2023年 8月22日 - 8月25日 | 愛媛・松山       | ニンジニアスタジアム                     |
| 第51回 | 2024年 8月17日 - 8月20日 | 福井・福井       | 9.98スタジアム(福井県営陸上競技場)       |
| 第52回 | 2025年 8月17日 - 8月20日 | 沖縄・沖縄       | 沖縄県総合運動公園陸上競技場             |
| 第53回 | 2026年 未定              | 山口・山口       | 維新百年記念公園陸上競技場               |
| 第54回 | 2027年 未定              | 滋賀・彦根       | 平和堂HATOスタジアム                     |
| 第55回 | 2028年 未定              | 埼玉・熊谷       | 熊谷スポーツ文化公園陸上競技場           |